# 종합부동산세 사건
2006헌바112사건은 헌법재판소의 종합부동산세 헌법소원에 대한 판례이다.

## 사건 병합
이 판결은 단순히 2006헌바112 사건만이 아니라, 아래의 여러 사건들을 병합해서 하나로 재판한 것이다.
- 2006헌바112 구 종합부동산세법 제5조 등 위헌소원
- 2007헌바71  구 종합부동산세법 제2조 제3호 등 위헌소원
- 2007헌바88  종합부동산세법 제2조 제8호 등 위헌소원
- 2007헌바94  종합부동산세법 제2조 제8호 등 위헌소원
- 2008헌바3   종합부동산세법 제2조 제8호 등 위헌소원
- 2008헌가12  종합부동산세법 제7조 제1항 전문 괄호 부분 등 위헌제청
- 2008헌바62  종합부동산세법 제11조 위헌소원

위의 여러 가지 헌바 사건들은 행정소송등 일반법원 사건에서 재판 도중에 위헌법률심판 제청신청을 하였으나, 법원이 이를 기각하자, 이에 대한 헌법소원을 낸 것을 말한다.
2008헌가12의 헌가 사건은 행정소송등 일반법원 사건에서 재판 도중에 위헌법률심판 제청신청을 했고, 법원이 이를 받아들여서, 법원이 헌법재판소에 위헌법률심판을 제청한 것을 말한다.

## 판결내용
| 사안                  | 결정 |
| --------------------- | --- |
| 세대별 합산 과세      | 위헌 (위헌 7명 (목영준, 민형기, 김희옥, 이공현, 이강국, 이동흡, 송두환), 합헌 2명(조대현, 김종대))                                 |
| 주거목적 1주택자 과세 | 헌법불합치 (헌법불합치 6명(민형기, 김희옥, 이공현, 이강국, 이동흡, 송두환), 일부 헌법불합치 1명(목영준), 합헌 2명(조대현, 김종대)) |
| 거주 이전의 자유 침해 | 합헌 |
| 미실현 이득 과세      | 합헌 |
| 이중 과세             | 합헌 |
| 자치 재정권 침해      | 합헌 |
| 입법권 남용           | 합헌 |